# Can Soca
Can Soca és una masia neoclàssica de Calldetenes a la comarca d'Osona inclosa a l'Inventari del Patrimoni Arquitectònic de Catalunya.

## Descripció
Masia de planta rectangular coberta a quatre vessants amb la façana orientada a migdia. Consta de planta baixa i dos pisos. A la part de llevant i de ponent s'hi annexionen diversos cossos d'una i dues plantes. A la part de la façana s'hi obre un cos de porxos sostinguts per pilars a la planta, i altres pisos són sostinguts pels mateixos elements però descriuen un arc de mig punt que arrenca d'impostes. A l'interior dels porxos de la planta, hi ha un portal d'accés a l'habitatge que és d'arc deprimit o convex. El portal que dona accés als porxos del primer pis és de factura gòtica i el del segon és rectangular i de construcció recent. A ponent s'hi obren tres finestres, a tramuntana hi ha petites obertures així com a llevant. Sota els ràfecs hi ha petites obertures amb gelosies. És construïda amb maçoneria fins a la primera planta i de tàpia la resta. Arrebossada i pintada al damunt. Les obertures són emmarcades amb estucs que imiten carreus.
Cobert: Edifici civil destinat a tasques agrícoles. És de planta quadrada, coberta a dues vessants, amb el carener perpendicular a la façana, la qual es troba orientada a migdia i presenta un ampli portal d'arc rebaixat, construït amb totxo.
Interiorment està dividida en dos pisos mitjançant un embigat de fusta. Està construït amb murs de tàpia, amb els escaires de pedra i el portal de totxo.
L'estat de conservació és mitjà.

## Història
Masia que la trobem registrada en el Nomenclàtor de la província de Barcelona de l'any 1869. És classificada com a «Masia casa de Labranza». No tenim cap altra data que ens permeti classificar la masia, que al costat d'elements d'influència gòtica en presenta d'altres de molt més recents.
Cobert: el trobem registrat en el Nomenclàtor de la província de Barcelona de l'any 1860, la masia és classificada com a "masia casa de labranza". No presenta cap dada que ens informi sobre la data de construcció.